# قلعة إسبكة
قلعة إسبكة (بالفارسية: قلعه اسپکه) هي قلعة تاريخية تعود إلى عصر القرون الوسطى إسلام، وتقع في إسبكة.